# Chavaughn Walsh
Pour les articles homonymes, voir Walsh.
Chavaughn Camarley Walsh (né le 29 décembre 1987 à Saint John's) est un athlète d'Antigua-et-Barbuda, spécialiste du sprint.
Il participe au relais 4 x 100 m lors des Championnats du monde 2015, en terminant 6e de la finale après avoir porté le record national à 38 s 01 avec Daniel Bailey, Jared Jarvis et Miguel Francis. Son équipe est également qualifiée pour les Championnats du monde 2017 à Londres.